# 淘大 (選區)
淘大（英語：To Tai，代號J40）是香港觀塘區議會下轄的選區，1991年設立，1994年採用現名，2023年取消，末任區議員為公民黨前成員李軍澤。

## 範圍
選區位於佐敦谷西部，包括淘大花園及附近彩頤居、利基大廈、嘉和園和宏光樓等牛頭角道沿線樓宇，惟與嘉和園一牆之隔的得寶花園則屬距離其較遠的啟業，與其相鄰的選區有啟業、彩德、佐敦谷和牛頭角。
選區名稱「淘大」取自區內大型屋苑淘大花園，但英文名稱「To Tai」以音譯方式拼寫，與淘大花園的英文名稱（Amoy Gardens）並非一致。

## 沿革
淘大花園一帶在1980年代以前為淘大食品的廠房，在1970至1980年陸續發展為現有模樣，早年選舉中劃入牛頭角下邨所屬的牛頭角西選區內。1991年區議會選舉，淘大花園至得寶花園一帶劃為「淘寶」選區，名稱取自淘大花園及得寶花園，選舉由港同盟黃建文以1,664票多於時任市政局議員杜葉錫恩助理羅麗娟的1,133票當選。
1993年港督彭定康推行政改方案改革區議會，取消所有委任議席及雙議席選區制度，全面實行單議席單票制，並改由選區分界及選舉事務委員會制定，區議會選區數目亦隨人口變動而大幅增加，得寶花園改劃到下牛頭角選區，其餘範圍劃為淘大選區。1994年區議會選舉，席位由葉興國和區選常客扶沛文爭奪，最後由得到民主派司徒華支持的葉興國勝出。
1999年區議會選舉，基於只有一名候選人，葉興國自動當選。
2003年區議會選舉，議席只得葉興國報名，所以今次葉自動當選，其後轉投建制陣營。
2007年區議會選舉，當時人口估算約16,552人，其中8,101位選民。葉與獨立候選人潘惠芳爭奪，最後葉成功連任。
2011年區議會選舉，當時人口約17,758人，其中7,770位選民，今次葉興國第三次自動當選。2014年葉加入由無黨派建制派所創立的創建力量。
2015年區議會選舉，人口估算約17,013人，其中7,938位選民，今次葉興國第四次自動當選。
2019年區議會選舉，四度自動當選的葉興國面對公民黨成員李軍澤挑戰，結果李以超過千五票差距勝出，亦是本區首次出現議員更替，也是自葉興國變節之後首次由泛民主派人士奪取該選區議席。2021年4月13日，李軍澤透過社交平台宣佈即日起退出公民黨，他表示參與黨內退修會後，認為自己與公民黨的意見「大相逕庭」，因此決定退黨，往後專注地區工作，以改善居民的生活質素為大前題。

## 歷屆議員
| 屆別                 | 議員   | 政治聯繫 | 政治聯繫          |
| -------------------- | ------ | -------- | ----------------- |
| 1994年－1999年       | 葉興國 |          | 無黨籍            |
| 2000年－2003年       | 葉興國 |          | 無黨籍            |
| 2004年－2007年       | 葉興國 |          | 無黨籍            |
| 2008年－2011年       | 葉興國 |          | 無黨籍            |
| 2012年－2015年       | 葉興國 |          | 無黨籍 → 創建力量 |
| 2016年－2019年       | 葉興國 | 創建力量 |                   |
| 2020年－2021年7月8日 | 李軍澤 |          | 公民黨 → 無黨籍   |
| 2021年7月9日－2023年 | 待補選 | 待補選   | 待補選            |

## 歷屆選舉結果
| 政党   | 政党     | 候选人    | 票数  | %     | ±      |
| ------ | -------- | --------- | ----- | ----- | ------ |
|        | 公民黨   | ①. 李軍澤 | 3,940 | 62.16 | 不適用 |
|        | 創建力量 | ②. 葉興國 | 2,398 | 37.84 | 不適用 |
| 多数票 | 多数票   | 多数票    | 1,542 | 24.33 | 不適用 |

| 政党   | 政党     | 候选人 | 票数     | %      | ±      |
| ------ | -------- | ------ | -------- | ------ | ------ |
|        | 創建力量 | 葉興國 | 自動當選 | 不適用 | 不適用 |
| 多数票 | 多数票   | 多数票 | 不適用   | 不適用 | 不適用 |

| 政党   | 政党   | 候选人 | 票数     | %      | ±      |
| ------ | ------ | ------ | -------- | ------ | ------ |
|        | 無黨派 | 葉興國 | 自動當選 | 不適用 | 不適用 |
| 多数票 | 多数票 | 多数票 | 不適用   | 不適用 | 不適用 |

| 政党   | 政党   | 候选人    | 票数  | %    | ±      |
| ------ | ------ | --------- | ----- | ---- | ------ |
|        | 無黨派 | ①. 葉興國 | 2,167 | 80.8 | +11.9  |
|        | 無黨派 | ②. 潘惠芳 | 515   | 19.2 | 不適用 |
| 多数票 | 多数票 | 多数票    | 1,652 | 61.6 | 不適用 |

| 政党   | 政党   | 候选人 | 票数     | %      | ±      |
| ------ | ------ | ------ | -------- | ------ | ------ |
|        | 無黨派 | 葉興國 | 自動當選 | 不適用 | 不適用 |
| 多数票 | 多数票 | 多数票 | 不適用   | 不適用 | 不適用 |

| 政党   | 政党   | 候选人 | 票数     | %      | ±      |
| ------ | ------ | ------ | -------- | ------ | ------ |
|        | 無黨派 | 葉興國 | 自動當選 | 不適用 | 不適用 |
| 多数票 | 多数票 | 多数票 | 不適用   | 不適用 | 不適用 |

| 政党   | 政党   | 候选人    | 票数  | %     | ±      |
| ------ | ------ | --------- | ----- | ----- | ------ |
|        | 無黨派 | ①. 葉興國 | 1,385 | 72.21 | 不適用 |
|        | 無黨派 | ②. 扶沛文 | 533   | 27.8  | 不適用 |
| 多数票 | 多数票 | 多数票    | 852   | 44.42 |        |

| 政党   | 政党   | 候选人    | 票数  | %     | ± |
| ------ | ------ | --------- | ----- | ----- | - |
|        | 港同盟 | ①. 黃建文 | 1,664 | 59.49 |   |
|        | 無黨派 | ②. 羅麗娟 | 1,133 | 40.51 |   |
| 多数票 | 多数票 | 多数票    | 531   | 18.98 |   |